# Passage 44
Passage 44 is een voormalige winkelpassage en tentoonstellingsruimte in de Belgische hoofdstad Brussel. Het is ook de naam van een parkeergarage onder het kantoorcomplex waartoe Passage 44 behoort.

## Geschiedenis
Passage 44 werd eind jaren 1960 gebouwd als onderdeel van het Pachecogebouw, dat het hoofdkantoor van het Gemeentekrediet (later Dexia Bank en Belfius) werd. Voor de bouw van het complex was er een verbinding tussen de Kruidtuinlaan en de hoger gelegen Pachecolaan. Omdat de stad Brussel deze doorsteek wilde behouden tekenden de architecten onder de binnentuin een galerij die Kruidtuinlaan 44 verbond met Pachecolaan, vanwaar de naam "Passage 44".
In de galerij kwamen cafés, restaurants winkels, een auditorium en een expositieruimte. In 1972 vond er in aanwezigheid van Simone de Beauvoir en Germaine Greer de eerste Nationale Vrouwendag plaats, georganiseerd door het Vrouwen Overleg Komitee. In het auditorium werden toneelvoorstellingen, dia-avonden en shows georganiseerd. Onder meer Annie Cordy, Tom Waits, The Chieftains en de Dave Brubeck traden er op, Wim Sonneveld gaf er zijn laatste publieke optreden en Toots Thielemans vierde er in aanwezigheid van Quincy Jones zijn zeventigste verjaardag. Ook vonden er filmfestivals plaats, waaronder het Internationaal Festival van de Fantastische Film (BIFFF). Het gemeentekrediet, onder impuls van kunstliefhebber Marcel Vanaudenhove, organiseerde er kunsttentoonstellingen en historische exposities. Vanaf 1971 was er ook een cinema in de galerij, cinema Twins, die uit twee bioscoopzalen bestond. Later nam de Leuvense familie Rastelli de bioscoop over en werden de zalen tot Studio 1 en 2 omgedoopt. Ook de Médiathèque, de mediatheek van de Franse Gemeenschap bevond zich er. Na het vertrek van Vanaudenhove organiseerde de bank nog weinig tentoonstellingen en vonden in het auditorium meer bedrijfsseminaries en -congressen dan muziekoptredens plaats. Winkels en cafés sloten de deuren en de Médiathèque trok in 2013 weg. Rond de eeuwwisseling werd de galerij gerenoveerd en gemoderniseerd, maar nadien bleef het grootste deel ervan leeg staan. In 2014-2015 verhuisde het personeel van Belfius naar de Rogiertoren en kwam het Pachecogebouw leeg te staan. In 2018 werd de Dienst Vreemdelingenzaken er ondergebracht, maar werd de personeelsingang in de galerij gesloten.
In september 2021 maakte Belfius Insurance, de eigenaar van het gebouw, bekend dat ze de sokkel van het Pachecogebouw, met vleugels aan beide zijden van de kantoortoren, samen met de ondergrondse verbindende ruimtes van Passage 44 ter beschikking stelden aan de Katholieke Universiteit Leuven voor de verdere uitbouw van de Brusselse campus van de universiteit. Na verbouwingen naar plannen van het Belgische architectenteam a2o architecten-WIT, winnaar van een publieke architectuurwedstrijd georganiseerd door de Brusselse bouwmeester, zou de instelling hier in 2025 bijkomende kantoor- en onderzoeksruimte, auditoria, seminarielokalen en leercentra voor de meer dan 4.000 studenten in gebruik nemen.